# Élections cantonales de 1913 dans la Somme
Les élections cantonales françaises de 1913 ont eu lieu le 3 et le 10 août 1913.

## Contexte départemental

### Assemblée départementale sortante
Avant les élections, le conseil général de la Somme est présidé par Louis Rameau (PRD), à la tête du département depuis 1902. Il comprend 41 conseillers généraux issus des 41 cantons de la Somme. 20 d'entre eux sont renouvelables lors de ces élections.
| Parti                                           | Sigle | Sigle | Élus |
| ----------------------------------------------- | ----- | ----- | ---- |
| Centre (36 sièges)                              |       |       |      |
| Parti républicain radical et radical-socialiste |       | PRRRS | 23   |
| Parti républicain démocratique                  |       | PRD   | 12   |
| Radicaux indépendants                           |       | RI    | 1    |
| Droite (3 sièges)                               |       |       |      |
| Fédération républicaine                         |       | FR    | 2    |
| Action libérale populaire                       |       | ALP   | 1    |
| Gauche (2 sièges)                               |       |       |      |
| Section française de l'Internationale ouvrière  |       | SFIO  | 2    |
| Président du conseil général                    |       |       |      |
| Louis Rameau (PRD)                              |       |       |      |

## Conseil général élu
| Canton             | Conseiller sortant           | Étiquette | Candidat élu        | Étiquette |
| ------------------ | ---------------------------- | --------- | ------------------- | --------- |
| Abbeville-Sud      | Charles Bignon               | PRD       | Achille Delacroix   | PRRRS     |
| Acheux-en-Amiénois | Charles Corbier              | PRRRS     | Charles Corbier     | PRRRS     |
| Albert             | Adrien Dumeigne              | PRRRS     | Adrien Dumeigne     | PRRRS     |
| Amiens-Nord-Ouest  | Louis Dutilloy               | SFIO      | Louis Dutilloy      | SFIO      |
| Amiens-Sud-Est     | Auguste Thierce              | PRRRS     | Joseph Delasalle    | FR        |
| Ault               | Adéodat Gilson               | PRRRS     | Adéodat Gilson      | PRRRS     |
| Chaulnes           | Ernest Boinet                | PRD       | Ernest Boinet       | PRD       |
| Conty              | Alphonse de l'Épine          | ALP       | Alphonse de l'Épine | ALP       |
| Corbie             | Henri Outrequin              | PRD       | Alphonse Hourdequin | FR        |
| Crécy-en-Ponthieu  | Louis Sagebien               | PRD       | Louis Sagebien      | PRD       |
| Domart-en-Ponthieu | Anatole Jovelet              | PRRRS     | Anatole Jovelet     | PRRRS     |
| Hallencourt        | Roger Colart                 | PRRRS     | Roger Colart        | PRRRS     |
| Ham                | Eugène Mahot*                | PRRRS     | Auguste Rougé       | PRRRS     |
| Hornoy-le-Bourg    | Georges Manchion             | PRD       | Georges Manchion    | PRD       |
| Molliens-Vidame    | Edmond Séclet                | PRRRS     | Edmond Séclet       | PRRRS     |
| Montdidier         | Clovis Bourdon*              | PRRRS     | Camille Pillon      | RI        |
| Moreuil            | Arthur Quillet               | PRRRS     | Arthur Quillet      | PRRRS     |
| Moyenneville       | Louis de Douville-Maillefeu* | PRRRS     | Gustave Lecul       | PRRRS     |
| Péronne            | Charles Boulanger            | PRRRS     | Charles Boulanger   | PRRRS     |
| Rue                | Anatole Gosselin             | PRD       | Anatole Gosselin    | PRD       |

*Conseillers généraux sortants ne se représentant pas

### Élus
| Partis       | Partis                                          | Conseillers sortants | Conseillers élus | Évolution     |
| ------------ | ----------------------------------------------- | -------------------- | ---------------- | ------------- |
|              | Parti républicain radical et radical-socialiste | 12                   | 11               | 1             |
|              | Parti républicain démocratique                  | 6                    | 4                | 2             |
|              | Radicaux indépendants                           | 0                    | 1                | 1             |
| Total Centre | Total Centre                                    | 18                   | 16               | 2             |
|              | Fédération républicaine                         | 0                    | 2                | 2             |
|              | Action libérale populaire                       | 1                    | 1                | en stagnation |
| Total Droite | Total Droite                                    | 1                    | 3                | 2             |
|              | Section française de l'Internationale ouvrière  | 1                    | 1                | en stagnation |
| Total Gauche | Total Gauche                                    | 1                    | 1                | en stagnation |

### Groupes politiques
| Parti                                           | Sigle | Sigle | Élus |
| ----------------------------------------------- | ----- | ----- | ---- |
| Centre (34 sièges)                              |       |       |      |
| Parti républicain radical et radical-socialiste |       | PRRRS | 22   |
| Parti républicain démocratique                  |       | PRD   | 10   |
| Radicaux indépendants                           |       | RI    | 2    |
| Droite (5 sièges)                               |       |       |      |
| Fédération républicaine                         |       | FR    | 4    |
| Action libérale populaire                       |       | ALP   | 1    |
| Gauche (2 sièges)                               |       |       |      |
| Section française de l'Internationale ouvrière  |       | SFIO  | 2    |
| Président du conseil général                    |       |       |      |
| Louis Rameau (PRD)                              |       |       |      |

## Résultats par canton

### Canton d'Abbeville-Sud
|                | Achille Delacroix | PRRRS          | 1 229 | 52,39  |  |  |
|                | Charles Bignon*   | PRD            | 1 110 | 47,31  |  |  |
|                | Autres            | Autres         | 7     | 0,30   |  |  |
|                |                   |                |       |        |  |  |
| Inscrits       | Inscrits          | Inscrits       | 3 656 | 100,00 |  |  |
| Abstentions    | Abstentions       | Abstentions    | 1 271 | 34,76  |  |  |
| Votants        | Votants           | Votants        | 2 385 | 65,24  |  |  |
| Blancs et nuls | Blancs et nuls    | Blancs et nuls | 39    | 1,64   |  |  |
| Exprimés       | Exprimés          | Exprimés       | 2 346 | 98,36  |  |  |

*sortant

### Canton d'Acheux-en-Amiénois
|                | Charles Corbier* | PRRRS          | 1 269 | 50,72  |  |  |
|                | Emile Pérot      | PRRRS          | 1 147 | 45,84  |  |  |
|                | Autres           | Autres         | 86    | 3,44   |  |  |
|                |                  |                |       |        |  |  |
| Inscrits       | Inscrits         | Inscrits       | 3 047 | 100,00 |  |  |
| Abstentions    | Abstentions      | Abstentions    | 453   | 14,87  |  |  |
| Votants        | Votants          | Votants        | 2 594 | 85,13  |  |  |
| Blancs et nuls | Blancs et nuls   | Blancs et nuls | 92    | 3,55   |  |  |
| Exprimés       | Exprimés         | Exprimés       | 2 502 | 96,45  |  |  |

*sortant

### Canton d'Albert
|                | Adrien Dumeigne* | PRRRS          | 2 958 | 97,88  |  |  |
|                | Autres           | Autres         | 64    | 2,12   |  |  |
|                |                  |                |       |        |  |  |
| Inscrits       | Inscrits         | Inscrits       | 4 941 | 100,00 |  |  |
| Abstentions    | Abstentions      | Abstentions    | 1 574 | 31,86  |  |  |
| Votants        | Votants          | Votants        | 3 367 | 68,14  |  |  |
| Blancs et nuls | Blancs et nuls   | Blancs et nuls | 345   | 10,25  |  |  |
| Exprimés       | Exprimés         | Exprimés       | 3 022 | 89,75  |  |  |

*sortant

### Canton d'Amiens-Nord-Ouest
| Candidats      | Candidats       | Étiquette      | Premier tour | Premier tour |
| Candidats      | Candidats       | Étiquette      | Voix         | %            |
| -------------- | --------------- | -------------- | ------------ | ------------ |
|                | Louis Dutilloy* | SFIO           | 1 747        | 61,00        |
|                | Prosper Francq  | PRRRS          | 987          | 34,46        |
|                | Paul Hévin      | EXG            | 83           | 2,90         |
|                | Autres          | Autres         | 47           | 1,64         |
|                |                 |                |              |              |
| Inscrits       | Inscrits        | Inscrits       | 4 074        | 100,00       |
| Abstentions    | Abstentions     | Abstentions    | 1 077        | 26,44        |
| Votants        | Votants         | Votants        | 2 997        | 73,56        |
| Blancs et nuls | Blancs et nuls  | Blancs et nuls | 133          | 4,44         |
| Exprimés       | Exprimés        | Exprimés       | 2 864        | 95,56        |

*sortant

### Canton d'Amiens-Sud-Est
| Candidats      | Candidats        | Étiquette      | Premier tour | Premier tour | Second tour | Second tour |
| Candidats      | Candidats        | Étiquette      | Voix         | %            | Voix        | %           |
| -------------- | ---------------- | -------------- | ------------ | ------------ | ----------- | ----------- |
|                | Joseph Delasalle | FR             | 2 160        | 44,12        | 2 671       | 50,16       |
|                | Henri Lasselain  | SFIO           | 1 487        | 30,37        | 2 654       | 49,84       |
|                | Auguste Thierce* | PRRRS          | 1 249        | 25,51        | Retrait     | Retrait     |
|                |                  |                |              |              |             |             |
| Inscrits       | Inscrits         | Inscrits       | 9 338        | 100,00       | 9 338       | 100,00      |
| Abstentions    | Abstentions      | Abstentions    | 4 357        | 46,66        | 3 891       | 41,67       |
| Votants        | Votants          | Votants        | 4 981        | 53,34        | 5 447       | 58,33       |
| Blancs et nuls | Blancs et nuls   | Blancs et nuls | 85           | 1,71         | 122         | 2,24        |
| Exprimés       | Exprimés         | Exprimés       | 4 896        | 98,29        | 5 325       | 97,76       |

*sortant

### Canton d'Ault
|                | Adéodat Gilson* | PRRRS          | 3 029 | 92,77  |  |  |
|                | Autres          | Autres         | 236   | 7,23   |  |  |
|                |                 |                |       |        |  |  |
| Inscrits       | Inscrits        | Inscrits       | 5 538 | 100,00 |  |  |
| Abstentions    | Abstentions     | Abstentions    | 1 982 | 35,79  |  |  |
| Votants        | Votants         | Votants        | 3 556 | 64,21  |  |  |
| Blancs et nuls | Blancs et nuls  | Blancs et nuls | 291   | 8,18   |  |  |
| Exprimés       | Exprimés        | Exprimés       | 3 265 | 91,82  |  |  |

*sortant

### Canton de Chaulnes
|                | Ernest Boinet* | PRD            | 1 773 | 97,36  |  |  |
|                | Autres         | Autres         | 48    | 2,64   |  |  |
|                |                |                |       |        |  |  |
| Inscrits       | Inscrits       | Inscrits       | 2 500 | 100,00 |  |  |
| Abstentions    | Abstentions    | Abstentions    | 604   | 24,16  |  |  |
| Votants        | Votants        | Votants        | 1 896 | 75,84  |  |  |
| Blancs et nuls | Blancs et nuls | Blancs et nuls | 75    | 3,96   |  |  |
| Exprimés       | Exprimés       | Exprimés       | 1 821 | 96,04  |  |  |

*sortant

### Canton de Conty
|                | Alphonse de l'Épine* | ALP            | 1 769 | 93,20  |  |  |
|                | Autres               | Autres         | 129   | 6,80   |  |  |
|                |                      |                |       |        |  |  |
| Inscrits       | Inscrits             | Inscrits       | 2 579 | 100,00 |  |  |
| Abstentions    | Abstentions          | Abstentions    | 564   | 21,87  |  |  |
| Votants        | Votants              | Votants        | 2 015 | 78,13  |  |  |
| Blancs et nuls | Blancs et nuls       | Blancs et nuls | 117   | 5,81   |  |  |
| Exprimés       | Exprimés             | Exprimés       | 1 898 | 94,19  |  |  |

*sortant

### Canton de Corbie
|                | Alphonse Hourdequin | FR             | 2 061 | 51,45  |  |  |
|                | Jules Vendeville    | PRRRS          | 1 051 | 26,24  |  |  |
|                | Fernand Dargent     | SFIO           | 856   | 21,37  |  |  |
|                | M. Legendre         | PRS            | 38    | 0,95   |  |  |
|                |                     |                |       |        |  |  |
| Inscrits       | Inscrits            | Inscrits       | 5 974 | 100,00 |  |  |
| Abstentions    | Abstentions         | Abstentions    | 1 829 | 30,62  |  |  |
| Votants        | Votants             | Votants        | 4 145 | 69,38  |  |  |
| Blancs et nuls | Blancs et nuls      | Blancs et nuls | 139   | 3,35   |  |  |
| Exprimés       | Exprimés            | Exprimés       | 4 006 | 96,65  |  |  |

*sortant

### Canton de Crécy-en-Ponthieu
|                | Louis Sagebien*  | PRD            | 1 509 | 63,40  |  |  |
|                | Joseph Thuillier | FR             | 854   | 35,88  |  |  |
|                | Autres           | Autres         | 17    | 0,71   |  |  |
|                |                  |                |       |        |  |  |
| Inscrits       | Inscrits         | Inscrits       | 2 777 | 100,00 |  |  |
| Abstentions    | Abstentions      | Abstentions    | 390   | 14,04  |  |  |
| Votants        | Votants          | Votants        | 2 387 | 85,96  |  |  |
| Blancs et nuls | Blancs et nuls   | Blancs et nuls | 7     | 0,29   |  |  |
| Exprimés       | Exprimés         | Exprimés       | 2 380 | 99,71  |  |  |

*sortant

### Canton de Domart-en-Ponthieu
|                | Anatole Jovelet* | PRRRS          | 3 122 | 95,86  |  |  |
|                | Autres           | Autres         | 135   | 4,14   |  |  |
|                |                  |                |       |        |  |  |
| Inscrits       | Inscrits         | Inscrits       | 4 120 | 100,00 |  |  |
| Abstentions    | Abstentions      | Abstentions    | 772   | 18,74  |  |  |
| Votants        | Votants          | Votants        | 3 348 | 81,26  |  |  |
| Blancs et nuls | Blancs et nuls   | Blancs et nuls | 91    | 2,72   |  |  |
| Exprimés       | Exprimés         | Exprimés       | 3 257 | 97,28  |  |  |

*sortant

### Canton d'Hallencourt
|                | Roger Colart*  | PRRRS          | 1 616 | 56,44  |  |  |
|                | Joseph Tagaux  | FR             | 1 218 | 42,54  |  |  |
|                | Autres         | Autres         | 29    | 1,01   |  |  |
|                |                |                |       |        |  |  |
| Inscrits       | Inscrits       | Inscrits       | 3 262 | 100,00 |  |  |
| Abstentions    | Abstentions    | Abstentions    | 376   | 11,53  |  |  |
| Votants        | Votants        | Votants        | 2 886 | 88,47  |  |  |
| Blancs et nuls | Blancs et nuls | Blancs et nuls | 23    | 0,80   |  |  |
| Exprimés       | Exprimés       | Exprimés       | 2 863 | 99,20  |  |  |

*sortant

### Canton de Ham
|                | Auguste Rougé* | PRRRS          | 2 052 | 94,74  |  |  |
|                | Autres         | Autres         | 114   | 5,26   |  |  |
|                |                |                |       |        |  |  |
| Inscrits       | Inscrits       | Inscrits       | 3 457 | 100,00 |  |  |
| Abstentions    | Abstentions    | Abstentions    | 1 129 | 32,66  |  |  |
| Votants        | Votants        | Votants        | 2 328 | 67,34  |  |  |
| Blancs et nuls | Blancs et nuls | Blancs et nuls | 162   | 6,96   |  |  |
| Exprimés       | Exprimés       | Exprimés       | 2 166 | 93,04  |  |  |

*sortant

### Canton de Hornoy-le-Bourg
|                | Georges Manchion* | PRD            | 1 767 | 99,55  |  |  |
|                | Autres            | Autres         | 8     | 0,45   |  |  |
|                |                   |                |       |        |  |  |
| Inscrits       | Inscrits          | Inscrits       | 2 179 | 100,00 |  |  |
| Abstentions    | Abstentions       | Abstentions    | 313   | 14,36  |  |  |
| Votants        | Votants           | Votants        | 1 866 | 85,64  |  |  |
| Blancs et nuls | Blancs et nuls    | Blancs et nuls | 91    | 4,88   |  |  |
| Exprimés       | Exprimés          | Exprimés       | 1 775 | 95,12  |  |  |

*sortant

### Canton de Molliens-Vidame
|                | Edmond Séclet* | PRRRS          | 2 103 | 96,47  |  |  |
|                | Autres         | Autres         | 77    | 3,53   |  |  |
|                |                |                |       |        |  |  |
| Inscrits       | Inscrits       | Inscrits       | 2 845 | 100,00 |  |  |
| Abstentions    | Abstentions    | Abstentions    | 597   | 20,98  |  |  |
| Votants        | Votants        | Votants        | 2 248 | 79,02  |  |  |
| Blancs et nuls | Blancs et nuls | Blancs et nuls | 68    | 3,02   |  |  |
| Exprimés       | Exprimés       | Exprimés       | 2 180 | 96,98  |  |  |

*sortant

### Canton de Montdidier
|                | Camille Pillon | RI             | 1 559 | 58,72  |  |  |
|                | Henri Pia      | FR             | 1 072 | 40,38  |  |  |
|                | Autres         | Autres         | 24    | 0,90   |  |  |
|                |                |                |       |        |  |  |
| Inscrits       | Inscrits       | Inscrits       | 3 458 | 100,00 |  |  |
| Abstentions    | Abstentions    | Abstentions    | 772   | 22,33  |  |  |
| Votants        | Votants        | Votants        | 2 686 | 77,67  |  |  |
| Blancs et nuls | Blancs et nuls | Blancs et nuls | 31    | 1,15   |  |  |
| Exprimés       | Exprimés       | Exprimés       | 2 655 | 98,85  |  |  |

*sortant

### Canton de Moreuil
|                | Arthur Quillet* | PRRRS          | 1 485 | 57,69  |  |  |
|                | M. Demoreuil    | FR             | 1 089 | 42,31  |  |  |
|                |                 |                |       |        |  |  |
| Inscrits       | Inscrits        | Inscrits       | 3 693 | 100,00 |  |  |
| Abstentions    | Abstentions     | Abstentions    | 1 023 | 27,70  |  |  |
| Votants        | Votants         | Votants        | 2 670 | 72,30  |  |  |
| Blancs et nuls | Blancs et nuls  | Blancs et nuls | 96    | 3,60   |  |  |
| Exprimés       | Exprimés        | Exprimés       | 2 574 | 96,40  |  |  |

*sortant

### Canton de Moyenneville
| Candidats      | Candidats                  | Étiquette      | Premier tour | Premier tour | Deuxième tour | Deuxième tour |
| Candidats      | Candidats                  | Étiquette      | Voix         | %            | Voix          | %             |
| -------------- | -------------------------- | -------------- | ------------ | ------------ | ------------- | ------------- |
|                | Henri des Lyons de Feuchin | FR             | 1 135        | 47,91        | 1 208         | 45,45         |
|                | Gustave Lecul              | PRRRS          | 1 085        | 45,80        | 1 470         | 54,55         |
|                | Victor Leclercq            | SFIO           | 149          | 6,29         | Retrait       | Retrait       |
|                |                            |                |              |              |               |               |
| Inscrits       | Inscrits                   | Inscrits       | 3 109        | 100,00       | 3 109         | 100,00        |
| Abstentions    | Abstentions                | Abstentions    | 655          | 21,08        | 400           | 12,87         |
| Votants        | Votants                    | Votants        | 2 454        | 78,92        | 2 709         | 87,13         |
| Blancs et nuls | Blancs et nuls             | Blancs et nuls | 85           | 3,46         | 14            | 0,52          |
| Exprimés       | Exprimés                   | Exprimés       | 2 369        | 96,54        | 2 695         | 99,48         |

*sortant

### Canton de Péronne
|                | Charles Boulanger* | PRRRS          | 2 093 | 58,97  |  |  |
|                | M. Galtier         | PRS            | 1 043 | 29,39  |  |  |
|                | M. Roussel         | FR             | 407   | 11,47  |  |  |
|                | Autres             | Autres         | 6     | 0,17   |  |  |
|                |                    |                |       |        |  |  |
| Inscrits       | Inscrits           | Inscrits       | 4 499 | 100,00 |  |  |
| Abstentions    | Abstentions        | Abstentions    | 880   | 19,56  |  |  |
| Votants        | Votants            | Votants        | 3 619 | 80,44  |  |  |
| Blancs et nuls | Blancs et nuls     | Blancs et nuls | 70    | 1,93   |  |  |
| Exprimés       | Exprimés           | Exprimés       | 3 549 | 98,07  |  |  |

*sortant

### Canton de Rue
|                | Anatole Gosselin* | PRD            | 2 324 | 97,94  |  |  |
|                | Autres            | Autres         | 49    | 2,06   |  |  |
|                |                   |                |       |        |  |  |
| Inscrits       | Inscrits          | Inscrits       | 3 547 | 100,00 |  |  |
| Abstentions    | Abstentions       | Abstentions    | 1 116 | 31,46  |  |  |
| Votants        | Votants           | Votants        | 2 431 | 68,54  |  |  |
| Blancs et nuls | Blancs et nuls    | Blancs et nuls | 58    | 2,39   |  |  |
| Exprimés       | Exprimés          | Exprimés       | 2 373 | 97,61  |  |  |

*sortant